# Sutardji Calzoum Bachri

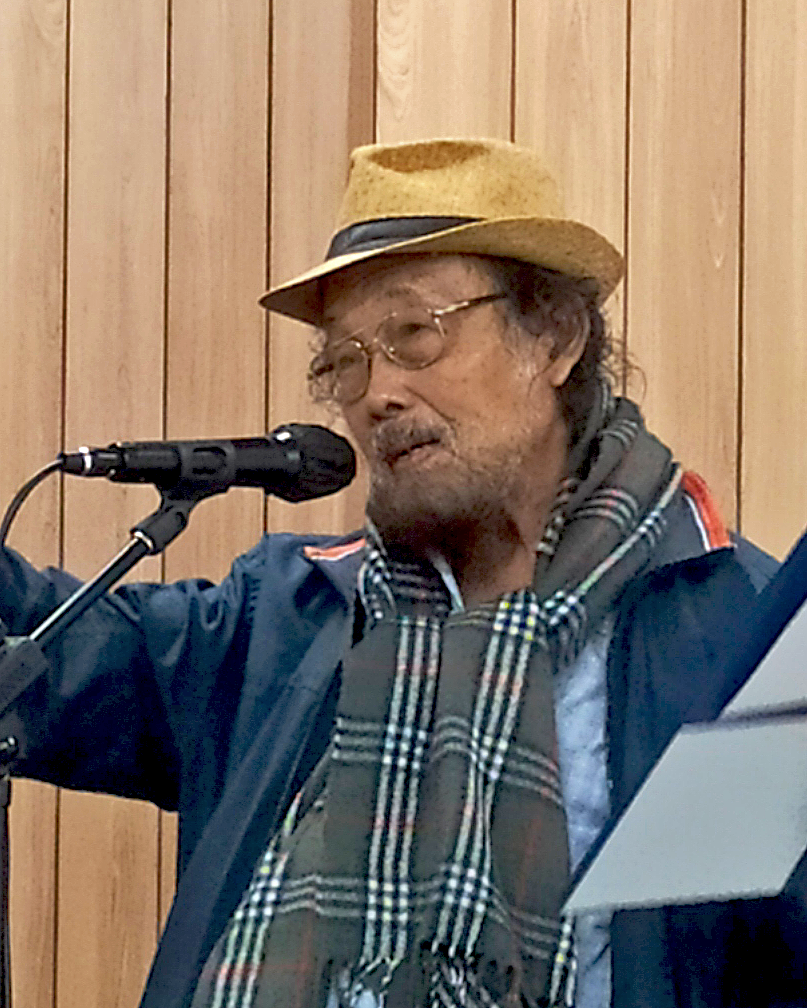
Sutardji Calzoum

Sutardji Calzoum Bachri (Riau, 24 juni 1941) is een Indonesisch schrijver, dichter, filosoof en soefi.
Hij studeerde staatsadministratie aan de Fakultas Sosial Politik  Universitas Pajajaran, Bandung. De piek van zijn loopbaan als dichter was in de jaren 1970. Hij predikte toen met groot succes het idee dat 'woorden van hun betekenis bevrijd' moesten worden. Hij was ook bekend om zijn gewoonte tijdens zijn lezingen goedkope drank te nuttigen en zijn voordrachtstijl was vaak explosief en herinnerde aan de oude doekoens. De stijl van zijn dichtwerk werd vaak met mantra's vergeleken. Zelf zei hij ook dat mantra's het juiste gebruik van woorden weerspiegelde.
Anno 2003 is Bachri eerder bekend als filosoof of soefi dan als dichter en naar verluidt heeft hij een aantal schrijvers -bij voorkeur vrouwen- als leerling onder zijn hoede genomen.
- 1974, Poetry Reading International in Rotterdam.
- Oktober 1974 tot april 1975, International Writing Program, Universiteit van Iowa,

In het Engels:
Bloemlezing: Arjuna in Meditation (Calcutta, India), Writing from the World (VSA), Westerly Review (Australia) 
In het Nederlands:
- Dichters in Rotterdam (Rotterdamse Kunststichting, 1975)
- Ik wil nog duizend jaar leven, negen moderne Indonesische dichters (1979).

- 1979 South East Asia Write Awards (S.E.A Awards) Bangkok, Thailand.